# كريس بانكس (لاعب كرة قدم أمريكية)
كريس بانكس (بالإنجليزية: Chris Banks)‏ هو لاعب كرة قدم أمريكية أمريكي، ولد في 4 أبريل 1973 في لكسينغتون في الولايات المتحدة، وتوفي في 9 أبريل 2014 في Abingdon, Maryland ‏ في الولايات المتحدة.

## وصلات خارجية
- كريس بانكس على موقع مرجع كرة القدم المحترفة.كوم (الإنجليزية)
- كريس بانكس على موقع JustSportsStats.com (الإنجليزية)